# Schizenterospermum
Schizenterospermum là một chi thực vật có hoa trong họ Thiến thảo (Rubiaceae).

## Loài
Chi Schizenterospermum gồm các loài: